# Stanisław Wierzyński

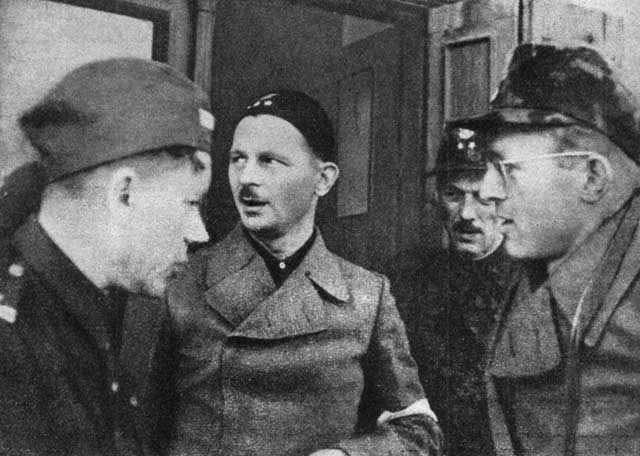
W pierwszych dniach powstania. Od lewej „Radosław”, „Horodyński”, NN i „Klara”

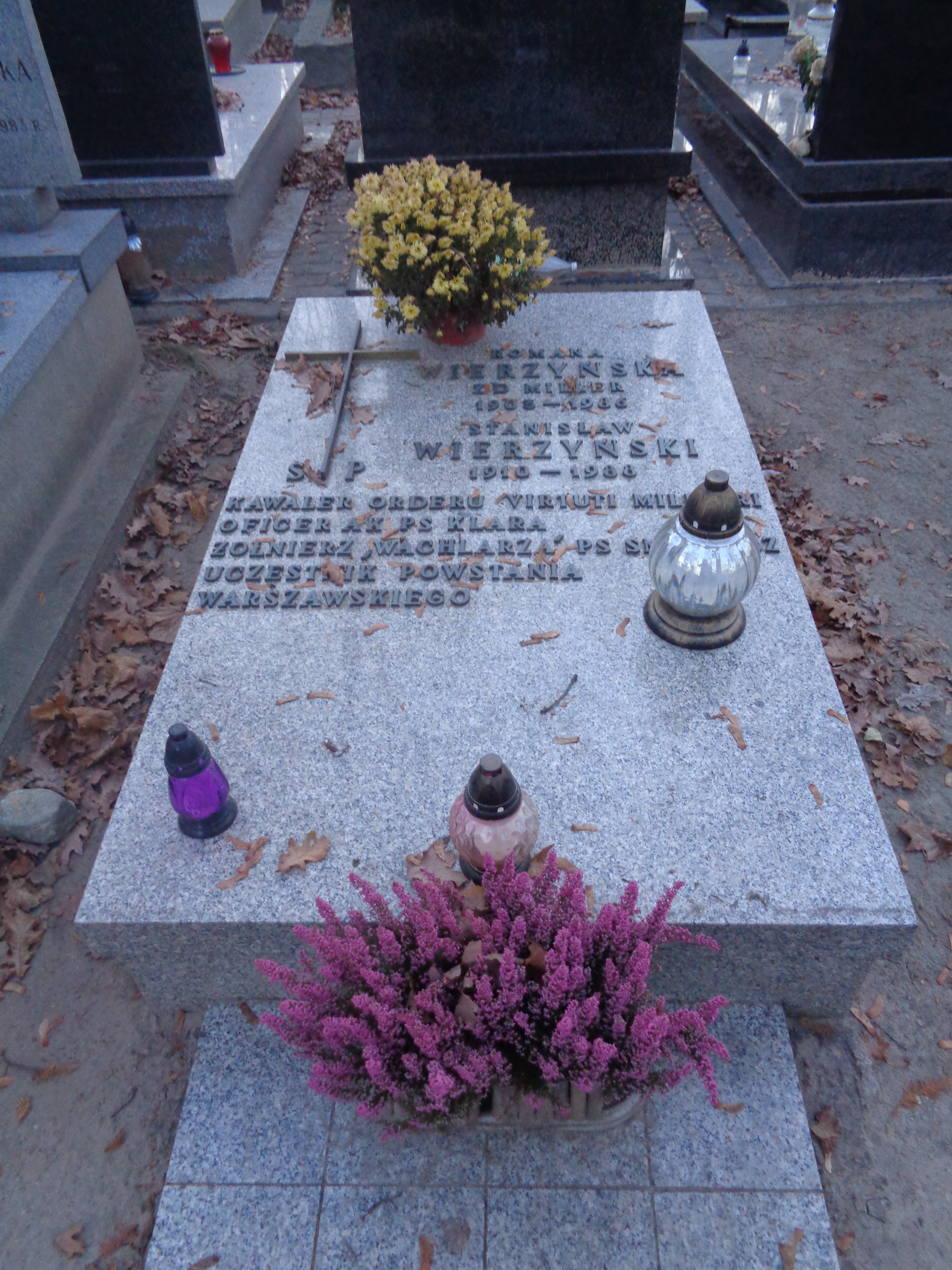
Grób Stanisława Wierzyńskiego na cmentarzu Wojskowym na Powązkach

Stanisław Wierzyński, ps. „Klara” (ur. 10 lutego 1910 we Lwowie, zm. 7 września 1988 w Warszawie) – porucznik Wojska Polskiego. W 1986 został mianowany kapitanem przez władze RP na uchodźstwie.

## Życiorys
Urodził się w rodzinie Hieronima i Marii z domu d'Abancourt . Z wykształcenia był magistrem prawa i ekonomistą. Ukończył studia na Uniwersytecie im. Jana Kazimierza we Lwowie – kierunek Prawo i Nauki Dyplomatyczne. Jednakże nie zrobił aplikacji adwokackiej, odbył jedynie w latach 30. praktykę konsularną w Budapeszcie. W latach 1933–1934 odbył kurs podchorążych rezerwy przy 13. Dywizji Piechoty – 43 pułku piechoty Strzelców Legionu Bajończyków i 26 pułku piechoty. Otrzymał tytuł podchorążego .
Ukończył kilka kursów związanych z ekonomią i organizacją pracy. Przed wojną pracował w Funduszu Pracy, który miał za zadanie przeciwdziałanie bezrobociu (tworzenie miejsc pracy poprzez organizację robót interwencyjnych). Tam poznał swoją żonę, Romanę z Millerów, z którą wziął ślub 1 września 1936 o godzinie 8:00 w kościele św. Bonifacego (ul. Czerniakowska 2) w Warszawie. Mieszkali wówczas przy ul. Belwederskiej 10. Z tego związku urodził się syn Maciej i córka Anna.
W kampanii wrześniowej 1939 był kierowcą w kolumnie samochodowej Dowództwa Łączności Kwatery Głównej WP (odznaczony Krzyżem Srebrnym Orderu Virtuti Militari). Po wycofaniu się wojsk na Kresy Wschodnie został aresztowany przez NKWD, lecz po kilku dniach uciekł z niewoli. Od października do listopada 1939 był oficerem do zleceń specjalnych gen. Mariana Januszajtisa i kurierem na Kresy Wschodnie. Odnalazł żonę z synem (którzy ewakuowali się z Warszawy do rodziny w Krzemieńcu) i zdecydował o powrocie do Warszawy (wolał okupację niemiecką od sowieckiej – zamieszkali przy ul. Mickiewicza 27). Zagrożony aresztowaniem przez Niemców, zmuszony był się ukrywać. W styczniu 1942 wstąpił do wydzielonej organizacji dywersyjnej ZWZ – AK Wachlarz, w której pełnił funkcję sztabowego oficera werbunkowego i ewidencji personalnej w I oddziale Wachlarza (pseudonimy „Korybut”, „Maj”, „Smotrycz”). 15 sierpnia 1942 został mianowany podporucznikiem . Od lutego 1943, po rozbiciu przez Niemców IV Odcinka Wachlarza w Mińsku Białoruskim, przeszedł do Kedywu Komendy Głównej AK, gdzie działał w dziale Legalizacji Oddziału I – Organizacyjnego („Magistrat”, „Gromada”).
W powstaniu warszawskim walczył w Zgrupowaniu AK „Radosław”, nosił pseudonim „Klara”. Od 14 sierpnia 1944 był kwatermistrzem zgrupowania, a od 5 września adiutantem ppłk. Jana Mazurkiewicza; ranny. We wrześniu tego roku został mianowany porucznikiem . Po upadku powstania trafił do obozu jenieckiego w Murnau, gdzie wraz z mjr. Wacławem Chojną „Horodyńskim” spisał „Notatkę z przebiegu działań powstańczych Zgrupowania Radosław”.
Po opuszczeniu obozu wstąpił do 2 Korpusu Polskiego we Włoszech, który w 1946 przeniesiono do Wielkiej Brytanii. W 1947, po rozwiązaniu korpusu, powrócił do Polski. Nękany był krótkotrwałymi aresztowaniami przez UB (kilka godzin, 1 dzień). Pracował wówczas w Ministerstwie Pracy i Opieki Społecznej, skąd zwolniono go na przełomie 1949–1950. W latach 1954–1955 był świadkiem w procesie kpt. cc Adama Boryczki ps. „Brona”. Następnie pracował w Instytucie Organizacji Mechanizacji Budownictwa, gdzie związał się z sekcją narciarską przy Zrzeszeniu Sportowym Budowlani Warszawa (prezesem sekcji był Roman Skirgajło).
W połowie lat 50. został wiceprezesem Polskiego Związku Narciarskiego, którym był do 1963. Wraz z trzema kolegami: Henrykiem Komorowskim, Zygmuntem Rakowieckim oraz Stanisławem Ziobrzyńskim (1925–1989) byli inicjatorami i głównymi organizatorami narciarskich Mistrzostw Świata FIS w Zakopanem organizowanych w lutym i marcu 1962. Była to pierwsza tej rangi impreza międzynarodowa w powojennej Polsce. Był też członkiem Prezydium Polskiego Komitetu Olimpijskiego i międzynarodowym sędzią w skokach narciarskich.
Członek ZBoWiD. Był założycielem (19 listopada 1983), przewodniczącym i wieloletnim seniorem środowiska żołnierzy Wachlarza. W 1986 został mianowany kapitanem .
Zmarł 7 września 1988 w Warszawie, pochowany obok żony na cmentarzu Wojskowym na Powązkach  (kwatera A18-5-26).

## Ordery i odznaczenia
- Krzyż Srebrny Orderu Wojennego Virtuti Militari (1939)
- Krzyż Walecznych
- Srebrny Krzyż Zasługi z Mieczami
- Warszawski Krzyż Powstańczy[3]
- Krzyż Armii Krajowej